# Кобаясі Такао
Такао Кобаяші (яп. 小林 隆男, Кобаяші Такао, народився 1961 року) — японський астроном-любитель, який працює в обсерваторії Оїдзумі.

## Кар'єра
| Відкриті астероїди: 2341 Наведено лише кілька найбільш значимих | Відкриті астероїди: 2341 Наведено лише кілька найбільш значимих |
| --------------------------------------------------------------- | --------------------------------------------------------------- |
| 4807 Нобору                                                     | 10 січня 1991 року                                              |
| 5924 Теруо                                                      | 7 лютого 1994 року                                              |
| 6275 Кірю                                                       | 14 листопада 1993 року                                          |
| 6276 Курохоне                                                   | 1 січня 1994 року                                               |
| 6346 Сюкумеґурі                                                 | 6 січня 1995 року                                               |
| 6414 Мізунума                                                   | 24 жовтня 1993 року                                             |
| 6418 Ханаміґахара                                               | 8 грудня 1993 року                                              |
| (126167) 2002 AL5                                               | 9 січня 2002 року                                               |

Кобаяші відкрив понад 2000 астероїдів за допомогою технології ПЗЗ, зокрема астероїди групи Амура 7358 Одзе, (23714) 1998 EC3, (48603) 1995 BC2 та близько дев'яти троянців. Він також відкрив періодичну комету P/1997 B1 (Кобаяші), яку спочатку вважав астероїдом.
На його честь названо астероїд 3500 Кобаясі.
Астероїди, відкриті ним 16 січня 1994 року та 31 грудня 1994 року, Кобаяші назвав 8883 Міядзакіхаяо та 10160 Тоторо. Назви походять від імені режисера аніме Міядзакі Хаяо та одного з його творів Мій сусід Тоторо. Ці назви були затверджені Міжнародним астрономічним союзом. Не варто плутати його з іншим японським астрономом Тору Кобаяші, який є співвідкривачем комети C/1975 N1 (Кобаяші-Бергер-Мілон).

### P/1997 B1 Кобаяші
30 та 31 січня 1997 року Кобаяші досліджував об'єкт P/1997 B1 Кобаяші, який Суїчі Накано спочатку заявив до МАС як малу планету. Впродовж наступних кількох днів об'єкт спостерігали в орбіті комети. Ворен Офут пізніше довів, що це комета.

## Робота
Зараз Такао Кобаяші є професором у Міждисциплінарній вищій школі науки та інженерії. Він є також генеральним конструктором квантового виходу в Міцубісі Кемікал Корпорейшн. Він був також призначений президентом медіакомпанії MICO.